# Vachères (Durance)
Die Vachères ist ein Gebirgsfluss in Frankreich, der im Département Hautes-Alpes in der Region Provence-Alpes-Côte d’Azur verläuft. Sie entspringt zunächst unter dem Namen Torrent du Grand Vallon nahe der Grenze zu Italien, an der Nordostflanke des Berggipfels Tête de l’Aupet (2870 m), im Gemeindegebiet von Les Orres. Der Fluss entwässert zunächst nach Norden, schwenkt dann auf West bis Nordwest und mündet nach rund 22 Kilometern im Gemeindegebiet von Embrun oberhalb des Stausees Lac de Serre-Ponçon als linker Nebenfluss in die Durance.

## Orte am Fluss
- Les Orres
- Baratier
- Embrun